# Bayapo Ndori
Bayapo Ndori (født 20. juni 1999) er en botswansk atlet, som konkurrerer i sprint.
Han konkurrerede i mændenes 4×400 meter stafetbegivenhed ved Sommer-OL 2020 og vandt bronzemedaljen.
Han repræsenterede Botswana under Sommer-OL 2024 i Paris på stafetholdet på 4 x 400 meter, som vandt sølv.